# José María Ezquiaga
José María Ezquiaga Domínguez (Madrid, 1957) es un arquitecto y urbanista español experto en planificación estratégica urbana, gestión del territorio y proyecto de espacio urbano.

## Trayectoria
Ezquiaga estudió arquitectura en la Escuela Técnica Superior de Arquitectura de Madrid en la especialidad de urbanismo. Continuó su formación académica e investigadora y se doctoró por la Universidad Politécnica de Madrid en 1991 con la tesis de título Normativa y forma de la ciudad: la regulación de los tipos edificatorios de la ordenanza de Madrid, dirigida por Ramón López de Lucio. Desde 2006 es profesor titular en la ETSAM, en el departamento de urbanística y ordenación del territorio (DUyOT), coordinador del grupo de investigación sobre nuevas técnicas en Arquitectura y Ciudad, profesor del Máster Universitario en Planeamiento Urbano y Territorial y del máster universitario Arquitectura. Fruto de su labor investigadora son los numerosos artículos, ensayos y libros, como el publicado en 2011 de título Transformaciones urbanas sostenibles en el que participaron, entre otros, Ester Higueras, Iñaki Ábalos, Salvador Rueda.
Además de su dedicación a la docencia y la investigación, Ezquiaga ejerce como profesional arquitecto urbanista en el estudio Ezquiaga Arquitectura, Sociedad y Territorio del que es fundador y director, y ha ocupado cargos directivos en diversas administraciones e instituciones. Entre los años 2015 a 2019 fue decano del Colegio Oficial de Arquitectos de Madrid.
Entre los muchos trabajos realizados en su estudio, mencionar el proyecto Madrid Centro que consiguió el premio europeo de Planificación urbana y regional en 2013 y fue reconocido en la Bienal Iberoamericana de Arquitectura y Urbanismo de 2012. Este proyecto se plantea sobre un ámbito de actuación que incluye los distritos de Arganzuela, Centro, Chamartín, Chamberí, Retiro, Salamanca, Tetuán (Madrid) y un área del distrito Moncloa-Aravaca.

## Reconocimientos
- 2007 Premio Nacional de Urbanismo de España por el plan territorial insular de Menorca.[6]
- 2013 Premio Europeo de Planificación Urbana por el proyecto Madrid Centro.[5]